# Radiazione di Hawking
In fisica la radiazione di Hawking, detta anche di Bekenstein-Hawking, è una radiazione termica che si ritiene sia emessa dai buchi neri a causa di effetti quantici.
La dimostrazione teorica del fenomeno deriva dall'applicazione dei principi della meccanica quantistica, in particolare dell'energia di punto zero, nei pressi di una zona particolare che circonda il buco nero detta orizzonte degli eventi. Ad oggi non ne esistono evidenze sperimentali.
Il nome si deve al fisico Stephen Hawking, che nel 1974 ne ha elaborato la teoria. Anche il fisico Jacob Bekenstein sostiene che i buchi neri abbiano proprietà termiche.

## Introduzione
I buchi neri sono oggetti la cui attrazione gravitazionale è estremamente elevata. Secondo la concezione classica, l'attrazione gravitazionale è tanto potente che niente, neanche la radiazione elettromagnetica o la luce, possa allontanarsi dal buco nero. Al momento non è ancora chiaro come si possa incorporare la gravità nella meccanica quantistica; tuttavia lontano dai buchi neri gli effetti gravitazionali possono essere tanto deboli che i calcoli possono essere effettuati in modo corretto, ricorrendo alla teoria quantistica dei campi nello spazio-tempo curvo. Hawking ha dimostrato come gli effetti quantistici consentano ai buchi neri di emettere una radiazione di corpo nero, con soluzione esatta che corrisponde alla media della radiazione termica emessa da una sorgente termica idealizzata. È come se la radiazione fosse emessa da un corpo nero la cui temperatura è inversamente proporzionale alla massa del buco nero.
Si può comprendere il processo a livello fisico immaginando la radiazione particella-antiparticella emessa appena oltre l'orizzonte degli eventi. Questa radiazione non proviene direttamente dal buco nero stesso, ma piuttosto è il risultato di particelle virtuali che – nascendo in coppia continuamente nel vuoto cosmico – diventano reali a causa della forza gravitazionale del buco nero. Per essere più precisi, le fluttuazioni quantistiche del vuoto provocano la comparsa di coppie particella-antiparticella in prossimità dell'orizzonte degli eventi dell'oggetto celeste. Una particella della coppia cade nel buco nero, mentre l'altra riesce a sfuggire nell'universo esterno. Per rispettare il principio di conservazione dell'energia complessiva, la particella che è precipitata nel buco nero deve avere energia negativa (rispetto a un osservatore che si trovi lontano dal buco nero). Mediante questo processo il buco nero perde massa e a un osservatore esterno sembrerebbe che il buco stesso abbia appena emesso una particella. Tuttavia questa descrizione, anche se evocativa e in un certo senso intuitiva, è sbagliata: nella teoria dei campi in spaziotempo curvo, ossia quando anche la gravità è in gioco, non è possibile definire chiaramente cosa sia una particella.
Una differenza importante tra la radiazione del buco nero, così come calcolata da Hawking, e la radiazione termica emessa da un corpo nero è che quest'ultima ha carattere statistico (solo la sua media soddisfa la legge di Planck della radiazione del corpo nero), mentre la prima soddisfa esattamente questa legge. Così una radiazione termica contiene informazioni sul corpo che l'ha emessa, mentre la radiazione di Hawking sembra non contenerne: dipende solo dalla massa, dal momento angolare orbitale e dalla carica del buco nero, in base a quello che viene chiamato il teorema dell'essenzialità, (no-hair theorem).

## Processi di emissione
Un buco nero emette una radiazione termica a una temperatura
{\displaystyle T_{H}={\frac {\hbar }{k_{\mathrm {B} }c}}{\frac {\kappa }{2\pi }}},
ove {\displaystyle \hbar } è la costante di Planck ridotta (pari ad {\displaystyle h/2\pi }), {\displaystyle c} è la velocità della luce, {\displaystyle k_{\mathrm {B} }} è la costante di Boltzmann e {\displaystyle k} è la gravità di superficie dell'orizzonte degli eventi. In particolare la radiazione proveniente dal buco nero di Schwarzschild è una radiazione di corpo nero con una temperatura pari a 
{\displaystyle T={\hbar \,c^{3} \over 8\pi GMk_{\mathrm {B} }}}
dove {\displaystyle G} è la costante gravitazionale ed {\displaystyle M} è la massa del buco nero.

## Evaporazione dei buchi neri
Quando una particella fugge nell'universo esterno il buco nero perde una piccolissima quantità d'energia e perciò secondo la teoria della relatività di Einstein la sua massa si deve ridurre. La potenza emessa da un buco nero nella forma della radiazione di Hawking può essere calcolata per il caso più semplice di un buco nero di massa M, non rotante e privo di carica (buco nero di Schwarzschild). Combinando le formule del raggio di Schwarzschild del buco nero, la radiazione della legge di Stefan-Boltzmann della radiazione del corpo nero, la formula prima menzionata della temperatura della radiazione e la formula della superficie di una sfera (l'orizzonte degli eventi del buco nero) otteniamo:
{\displaystyle P={\hbar \,c^{6} \over 15\,360\,\pi \,G^{2}M^{2}}}
Dove P è la dispersione d'energia, {\displaystyle \hbar } è la costante di Planck ridotta (=h/2π), c è la velocità della luce, G è la costante gravitazionale ed M è la massa del buco nero. Questa formula non è ancora stata ottenuta nel quadro della gravità semiclassica. La potenza della radiazione di Hawking emessa da un buco nero con massa (teorica) pari a quella solare è uguale a {\displaystyle 9\times 10^{-29}} Watt. Perciò definire “nero” un oggetto del genere è comunque un'ottima approssimazione. Partendo dal presupposto di un universo completamente vuoto (idealizzazione), così che nessuna materia o radiazione cosmica di fondo possa precipitare nel buco nero, è possibile calcolare quanto tempo il buco nero impiegherebbe ad evaporare. La massa del buco nero è ora una funzione M(t) del tempo t. Il tempo che il buco nero impiega ad evaporare è:
{\displaystyle t_{\operatorname {ev} }={5120\,\pi \,G^{2}M_{0}^{\,3} \over \hbar \,c^{4}}}
Per un buco nero di una massa solare (circa 2×1030 kg), otteniamo un tempo di evaporazione pari a 1067 anni (molto più lungo dell'età attuale dell'universo). Tuttavia, per un buco nero di 1×1011 kg (circa un miliardesimo della massa della Luna), il tempo di evaporazione è pari a circa 3 miliardi di anni. È questo il motivo per cui gli astronomi stanno cercando tracce dell'esplosione di buchi neri primordiali. Nelle unità standard questo significa che
{\displaystyle P=3{,}563\,45\times 10^{32}\left[{\frac {\mathrm {kg} }{M}}\right]^{2}\mathrm {W} }
{\displaystyle t_{\mathrm {ev} }=8{,}407\,16\times 10^{-17}\left[{\frac {M_{0}}{\mathrm {kg} }}\right]^{3}\mathrm {s} \ \ \approx \ 2{,}66\times 10^{-24}\left[{\frac {M_{0}}{\mathrm {kg} }}\right]^{3}\mathrm {anni} }
{\displaystyle M_{0}=2{,}282\,71\times 10^{5}\left[{\frac {t_{\mathrm {ev} }}{\mathrm {s} }}\right]^{1/3}\mathrm {kg} \ \ \approx \ 7{,}2\times 10^{7}\left[{\frac {t_{\mathrm {ev} }}{\mathrm {anni} }}\right]^{1/3}\mathrm {kg} }
Quindi, ad esempio, un buco nero che vive un secondo ha una massa di 2,28×105 kg, equivalente a un'energia di 2,05×1022 J (4,9×106 Mt). La potenza iniziale è di 6,84×1021 W.
L'evaporazione di un buco nero ha diverse conseguenze significative: 
1. Consente una concezione più coerente della termodinamica dei buchi neri, dimostrando come questi interagiscono col resto dell'universo.
2. Al contrario della maggior parte degli oggetti, la temperatura dei buchi neri aumenta man mano che irradia massa. La temperatura aumenta in modo esponenziale e la fine più probabile è la dissoluzione del buco nero in un lampo violento di raggi gamma. Una descrizione completa di questa dissoluzione richiede un modello di gravità quantistica; tuttavia, questo avviene quando il buco nero si avvicina alla massa di Planck e ad un raggio pari alla lunghezza di Planck.
3. Le informazioni contenute nei buchi neri sembra che si perdano quando evaporano, poiché con questi modelli la radiazione di Hawking è casuale (non contiene informazioni). Sono state proposte una serie di soluzioni ipotetiche a questo problema; ad esempio, la radiazione di Hawking potrebbe essere perturbata in modo tale da contenere le informazioni perse oppure dopo l'evaporazione potrebbe rimanere qualche particella che contiene quelle informazioni, ecc. Per non violare la seconda legge della termodinamica, Hawking stesso ha proposto che almeno parte delle informazioni possano sopravvivere all'evaporazione.[1] Secondo il principio olografico, teorizzato da Leonard Susskind, esiste un principio di dualità anche per i buchi neri, che distingue due punti di vista coerenti e irriducibili (es. dualità onda particella), e da un punto di vista esterno l'informazione non varca l'orizzonte degli eventi ma si dispone su esso nella misura calcolata di un'area di Planck per fotone, senza perdita d'informazione per l'esterno (il bit di entropia rilasciato per evaporazione non ha mai varcato l'orizzonte).